# Gliese 581 d

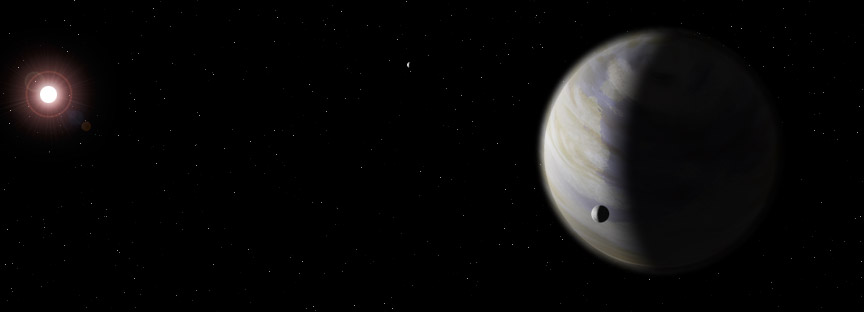
Reprezentare artistică a planetei Gliese 581 d și a unui ipotetic satelit

Gliese 581 d sau Gl 581 d este o planetă extrasolară care se rotește în jurul stelei Gliese 581 din constelația Balanța, aflată la 20 a-l de planeta noastră.

## Vezi și
- Impactul potențial al contactului cu o civilizație extraterestră